# Краљевица (Зајечар)
Краљевица је брдо, спомен парк-шума и излетиште јужно од центра града Зајечара, и простире се на око 400 хектара површине. То је предео од историјског значаја за град, који се истиче посебним живописним изгледом природе. Обилата је зимзеленим и четинарским културама. Непосредно одржавање, уређење и управљање је у надлежности ЈКП Тимок-одржавање Зајечар, који је основан 2018. године. Ова установа у свом саставу обједињује комплекс спортских терена и објеката различите намене укупне активне површине 55.000 m2: спортска хала, базен, фудбалски стадион, отворени терени са тврдом подлогом и парк-шума „Краљевица“.
На Краљевици се налазе још: вашариште, хиподром, трим и ски стаза, Планинарски дом, Казамет, Коњички клуб. Од историјских знаменитости ту се налази споменик јунаку из Тимочке буне Љуби Дидићу, Вешала која су подигнута у част људи који су ту страдали за време Другог светског рата, Римске (турске) степенице, тврђаве из доба Првог српског устанка (источна и западна), крст у част жртвама после Другог светског рата. 
Краљевица је позната по томе што се ту одржавају традиционалне културне манифестација као што су рок фестивал "Зајечарска гитаријада", мото скуп, фестивал електронске музике "ЗАЛЕТ" и много тога.
На самом врху брда, од 1997. овде се налази и Факултет за менаџмент, први приватни факултет у Источној Србији.

## Спошљашње везе
- ТОЗ: Излетишта - Краљевица